# 카무이
카무이(아이누어: Kamuy; カムィ)란 아이누 신화의 정령적 또는 신적 존재를 가리키는 단어이다.
카무이 개념은 일본 신화의 카미(神)와 유사하다. 이 단어를 흔히 ‘신’ 내지 ‘신성한 영’이라고 번역하는데, 이러한 번역은 단어의 뉘앙스 일부를 놓치고 있다. 카무이는 셀 수 없이 많다. 난로의 여신인 카무이 후치 등 일부는 이름도 붙어 있고 상세하게 묘사되어 있지만, 또 다른 일부는 그렇지 못하다. 카무이는 어떤 특정한 것에 연관되어 있는 경우가 많다. 예컨대 바닷속 저층 역류의 카무이가 존재한다는 식이다.
아이누 신화에서 의인화된 신들은 그 이름에 ‘카무이’가 포함되어 있는 경우가 흔하다.
아이누 민족은 독자적인 문자 체계를 가지고 있지 않았으며, 아이누 신화의 대부분은 ‘카무이 유카르’(kamuy yukar)의 형식으로 구전되어 전해져 내려온다. 유카르란 모임에서 가수들이 읊었던 전통적인 긴 운문이다. 각각의 카무이 유카르는 신 또는 영웅의 모험담을 이야기하고 있으며, 일반적으로 1인칭 시점을 취한다. 일부는 엄청나게 길어서 7,000여 연으로 이루어져 있는 것도 있다. 어떤 유카르들은 서로 내용이 상충되어, 동일한 사건이 서로 다른 신 또는 영웅에 의해 발생하기도 한다. 이것은 아이누 문화가 작고 상대적으로 고립된 집단 내에서 조직되었기 때문이다. 이 시가들은 19세기 말에서야 서양 선교사들과 일본 민속학자들에 의해 채록되기 시작했다. 하지만 유카르를 기억하는 아이누 전통은 다수 보존되어 있다.

## 주요한 카무이
- 아에오이네카무이: 인간들에게 가정적 기술을 가르친 문화영웅.
- 아파삼카무이: 문턱의 카무이.
- 치카프카무이 또는 코톤코르카무이: 올빼미와 땅의 신.
- 츄프카무이: 태양의 여신.
- 하시이나우우크카무이 또는 하시우크카무이: 사냥의 여신.
- 카무이후치: 난로의 여신.
- 칸다코로카무이: 하늘의 신.
- 케나시우나라베: 사냥꾼을 잡아먹는, 피를 마시는 괴물
- 키문카무이: 곰의 신.
- 키나슈트카무이: 뱀의 신.
- 모시리카라카무이: 지구의 창조자.
- 누사코로카무이: 신의 전령이자 저승사자
- 파우치카무이: 광기를 일으키는 악령.
- 레푼카무이: 범고래. 바다의 신.
- 시람바카무이: 목재와 곡식과 초목의 신.
- 와카우시카무이: 민물의 여신.
- 유시케프카무이: 거미의 여신.

## 같이 보기
- 카미
- 신토

## 참고 자료
- Ashkenazy, Michael. Handbook of Japanese Mythology. Santa Barbara, California: ABC-Clio, 2003.
- Etter, Carl. Ainu Folklore: Traditions and Culture of the Vanishing Aborigines of Japan. Chicago: Wilcox and Follett, 1949.
- Munro, Neil Gordon. Ainu Creed and Cult. New York: Columbia University Press, 1995.